# キングス郡 (プリンスエドワードアイランド州)
座標: 北緯46度15分 西経62度30分 / 北緯46.250度 西経62.500度
キングス郡（キングスぐん、Kings County）は、カナダのプリンスエドワードアイランド州にある郡。2006年の統計で人口は1万8608人、名前はイギリス王ジョージ3世から。

## 町
- スリー・リバーズ：下記2町が合併して成立。
  - ジョージタウン
  - モンタギュー
- スリー